# Tumulus d'Aineffe
Le tumulus d'Aineffe  est un tumulus situé à Aineffe dans la commune belge de Faimes en province de Liège. 

## Localisation
Ce tumulus se situe dans la campagne hesbignonne au sud-est du village d'Aineffe en direction de Chapon-Seraing. Il est entouré de champs cultivés.

## Description
Il s'agit d'un tumulus boisé d'un diamètre d'environ 25 m.